# Antonio Membrado
Antonio Membrado fue un guitarrista español (21 de marzo de 1935-3 de diciembre de 2016). Se trasladó a Francia en 1959, donde vivió. Estudiante de Andrés Segovia, que es parte de la generación de guitarristas herederos de renovación iniciado por su maestro y actuó en muchas salas de conciertos en Francia y en el extranjero.

## Biografía
En 1945, Antonio Membrado comenzó a tocar el instrumento melódico más popular en España, parte de rondallas. A los 13 años, inició su verdadera carrera musical con el excelente guitarrista Manuel Hernández. También estudió piano en el Conservatorio de Madrid con Pedro Carre, pianista y compositor.
En 1952, Antonio Membrado tuvo un encuentro decisivo con Regino Sainz de la Maza y entró en el Conservatorio de Madrid en la clase de guitarra. Él recibirá en 1956 por unanimidad el Premio Extraordinario del Real Conservatorio de Madrid. Él también comenzó a actuar a la edad de 17 años, con sus primeros recitales de guitarra en España: Madrid, Valencia, Barcelona, etc ...
A los 21 años, reunión Antonio Membrado por primera vez Andrés Segovia en la Accademia Musicale Chigiana. Antonio Membrado participara hasta 1959, este encuentro internacional de la nueva generación de guitarristas. Andrés Segovia hace acabar Antonio Membrado los conciertos de la Academia en 1958 y 1959.
En septiembre de 1956, Antonio Membrado obtiene la primera medalla del Concurso Internacional de Ginebra.
Su carrera internacional comenzó en 1959: Francia, Bélgica, Alemania, Suiza, EE. UU., etc.
Desde 1963 publicó sus grabaciones: Vivaldi, Schubert, Bach, Villa-Lobos, Brouwer, Burchard, Milán, Membrado, etc. hasta 1975, que marcó la publicación de la grabación en vivo de su concierto en el Lincoln Center de Nueva York.
Antonio Membrado arreglo y acompañó en la guitarra Paco Ibáñez en su primer disco en 1964.
Paralelamente a su carrera de concertista, Antonio Membrado enseñó guitarra en el Conservatorio Nacional de Bourg-la-Reine - Sceaux, donde entrenó a muchos estudiantes a varias carreras.
Antonio Membrado también participó en numerosos festivales: Estrasburgo, Lille, Troyes, Berna, Aviñón, Saint-Tropez, Carcasona, etc ... y dio muchas clases magistrales, incluidos los de Arcos, Evian y Carcasona.
Antonio Membrado se retiró gradualmente de la vista del público. Se ha dedicado a un enfoque más íntimo a la música y también obras compuestas para una guitarra o o dos a partir de poemas de Guillevic, Tagore, Jankelevic, Cioran, Rückert y otros.
En 1995, se publicó en  3 CD una selección de sus principales grabaciones en discos de 33 rpm.